# Horodîșce, Ciornuhî
Horodîșce (în ucraineană Городище) este un sat în comuna Melehî din raionul Ciornuhî, regiunea Poltava, Ucraina.

## Demografie
Componența lingvistică a localității Horodîșce
     Ucraineană (98,79%)
     Rusă (1,01%)
     Alte limbi (0,2%)
Conform recensământului din 2001, majoritatea populației localității Horodîșce era vorbitoare de ucraineană (98,79%), existând în minoritate și vorbitori de rusă (1,01%).